# Liste der geschützten Landschaftsbestandteile im Landkreis Celle
Im Landkreis Celle gibt diese ausgewiesenen geschützten Landschaftsbestandteile.
| Feuchtgebiet am Wiet-Berg                      | BW | GLB CE 00001   | Scharnhorst                                                     | ⊙ |  | 14. Dez. 1984 |
| Feuchtgebiet am Aasbruche                      |    | GLB CE 00002   | Hermannsburg                                                    | ⊙ |  | 14. Dez. 1984 |
| Feuchtgebiet an den Beekwiesen                 | BW | GLB CE 00003   | Scharnhorst                                                     | ⊙ |  | 14. Dez. 1984 |
| Baumschutzsatzung Gemeinde Unterlüß            | BW | GLB CE 00006   | Unterlüß                                                        | ⊙ |  | 9. Juli 1996  |
| Eichen am Eckernhoop                           |    | GLB CE 00008   | Hermannsburg                                                    | ⊙ |  | 18. Juni 1987 |
| Feuchtgebiet an den Horstwiesen                | BW | GLB CE 00009   | Nienhagen                                                       | ⊙ |  | 14. Apr. 1988 |
| Baumschutzsatzung der Gemeinde Nienhagen       | BW | GLB CE 00010   | Nienhagen                                                       | ⊙ |  | 28. Juli 2014 |
| Ehemalige Bahntrasse Nienhagen                 | BW | GLB CE 00011   | Nienhagen                                                       | ⊙ |  | 6. Apr. 1998  |
| Heidebäche                                     |    | GLB CE 00012   | zahlreiche Bäche (siehe Umweltkarte)                            | ⊙ |  | 12. Apr. 2005 |
| Vegetationschutzsatzung Stadt Celle            | BW | GLB CE-S 00001 | Celle                                                           | ⊙ |  | 17. Juli 2014 |
| Lachte                                         | BW | GLB CE-S 00002 | Celle Abschnitt östlich von Lachtehausen auf Celler Stadtgebiet | ⊙ |  | 13. Juni 1985 |
| Legende für Geschützter Landschaftsbestandteil |    |                |                                                                 |   |  |               |

## Belege
1. ↑  Amtsblatt für den Landkreis Celle Nr. 32 v. 31.07.2014 S. 328

- Karte mit allen Koordinaten:
- OSM |
- WikiMap